# Oswald Barthel
Oswald Barthel (* vor 1490 in Ehrenfriedersdorf; † 1508 ebenda) war ein erzgebirgischer Bergmann. Bekannt wurde er, da er erst 60 Jahre nach seinem Tod durch einen tragischen Bergunfall aufgefunden, geborgen und bestattet werden konnte. Volkstümlich wird sein Schicksal als die „lange Schicht zu Ehrenfriedersdorf“ bezeichnet.

## Leben
Oswald Barthel war ein einfacher Bergmann in Ehrenfriedersdorf. Nachdem im 13. Jahrhundert hier Zinn gefunden wurde, blühte der Bergbau auf. Bekannt wurde Oswald Barthel aber nicht durch seinen Tod 1508, als er im Sauberg verschüttet wurde, sondern durch die Auffindung seines unverwesten Leichnams 60 Jahre später am 20. September 1568.
1568 fand die Beisetzung mit übergroßer Anteilnahme statt. Die vom Ortspfarrer Georg Raute gehaltene Leichenpredigt wurde 1588 gedruckt und ist so erhalten geblieben. Dieses Ereignis ging als „Lange Schicht“ in die Geschichte von Ehrenfriedersdorf ein und bildete die Grundlage für zahlreiche Geschichten, Gedichte, Legenden, Sagen und Theaterstücke. Der Heimatdichter Willy Hörning schrieb mehrere Stücke zu dieser Geschichte.

## Andenken

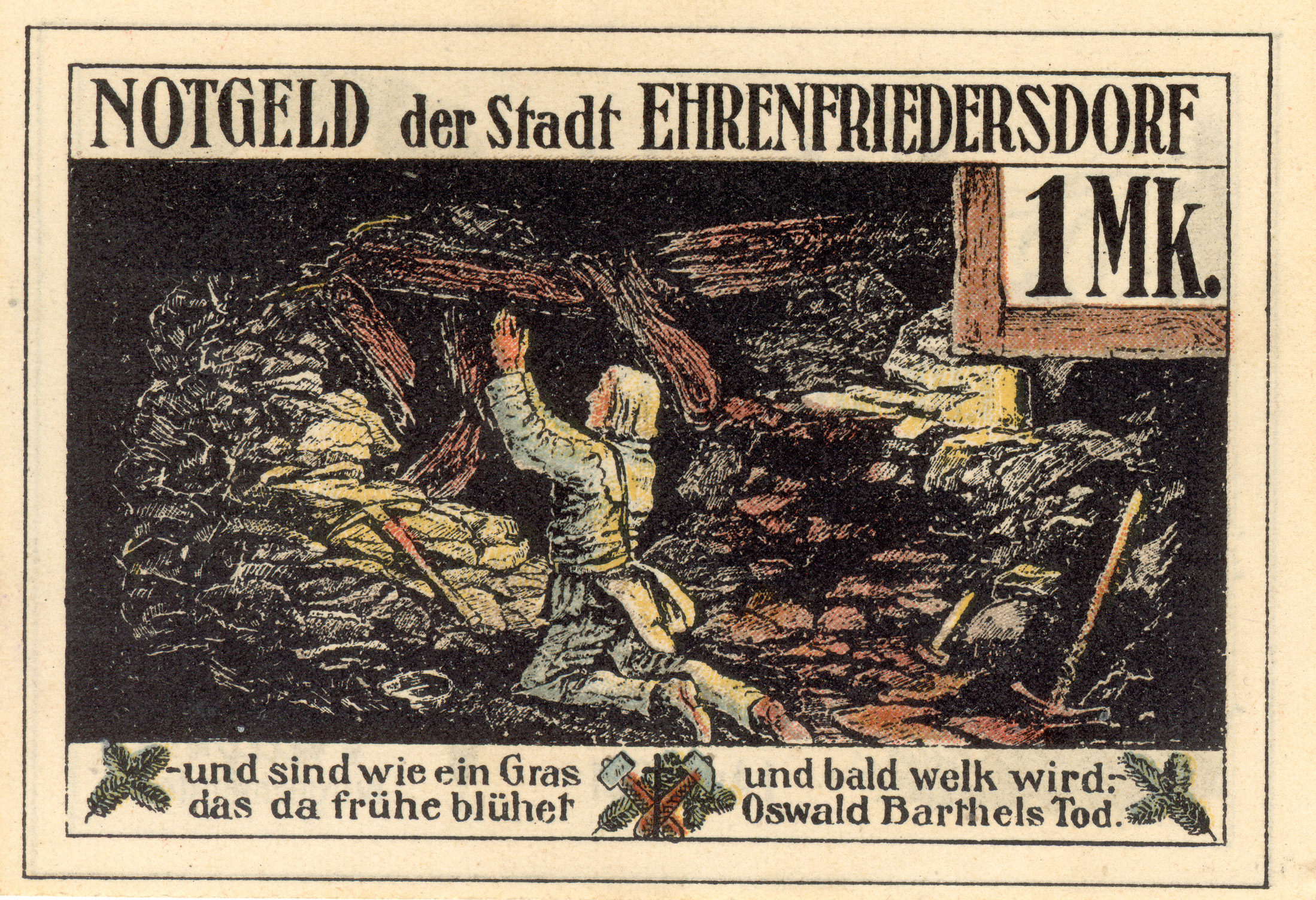
Serie Oswald Barthel – Verschüttung und Tod

Zur Erinnerung und zu Ehren Oswald Barthels und aller nachweislich seit dem 16. Jahrhundert tödlich verunglückten Bergleute des Bergreviers Ehrenfriedersdorf errichtete die Berggrabebrüderschaft auf dem Sauberg in der Nähe des Haupt- und Richtschachtes einen 8 m hohen Gedenkturm. In Ehrenfriedersdorf wurde 1933 eine Straße nach Oswald Barthel benannt und seine Geschichte in einer Notgeldserie dokumentiert.